# Noordse rus
De noordse rus (Juncus balticus) is een overblijvend kruid uit de russenfamilie (Juncaceae).  De soort staat op de Nederlandse Rode lijst van planten als zeer zeldzaam en stabiel tot iets toegenomen. De soort komt van nature voor in de koudere streken en in gebergten op het noordelijk halfrond, zoals in de kust van New England en langs de kusten van Noordwest- en Noord-Europa. Het aantal chromosomen van de noordse rus is 2n=40 of 80.
De blauwgroene plant wordt 25 - 75 cm hoog en vormt ver kruipende, weinig vertakte rizomen met 1 cm lange internodiën en bedekt met roodbruine schubben. De rechtopstaande, gladde en glanzende, met merg gevulde stengels staan duidelijk van elkaar gescheiden in een rij. Ze vormt een open zode. Het merg in de stengel is onderbroken. Aan de stengelbasis zitten strokleurige tot lichtbruine bladscheden met afgeronde top of met een gereduceerde bladschijf. De stengel gaat over in het onderste stijve en spitse hoogteblad met een lengte van een vijfde tot een derde van die van de stengel. Het hoogteblad steekt ver boven de bloeiwijze uit.
De plant bloeit van juni tot in augustus met een vrij losse bloeiwijze met 25 - 60 bloemen aan 4 - 8 cm lange, schuin tot recht omhoog staande, vaak iets S-vormig gebogen takken. Elke bloem heeft aan de voet twee stompe, breed eivormige, vliezige steelblaadjes. De zes, rode tot kastanje bruine bloemdekbladen zijn 3,2 - 4,7 mm lang en hebben een groene middenstreep en een witte, vliezige rand. De buitenste kroonbladen hebben een fijn toegespitste top en zijn iets langer dan de binnenste. De zes meeldraden zijn half zo lang als de kroonbladen en de helmhokjes zijn 0,8 - 1,5 mm lang (1,5 - 2 keer zo lang als de helmdraden). De stijl is 0,8 - 1 mm lang, de rechtopstaande stempel is 1,5 - 2 mm lang. De bestuiving gebeurt door de wind.
De helmknoppen zijn 1 tot 1½ mm lang en 1½ tot 2 keer zo lang als de helmdraden
De vrucht is een 3 - 4,5 mm lange, driekantig-eivormige, lichtbruine, glanzende, veelzadige doosvrucht met een korte, stekelige punt. Het 0,8 - 1 mm lange, smal-eivormige zaad heeft geen of twee zeer kleine aanhangsels.
De noordse rus komt voor op open, nat, kalkhoudend zand in duinvalleien en op groene stranden.

## Namen in andere talen
- Duits: Baltische Binse
- Engels: Arctic rush, Baltic rush, Mexican Rush
- Frans: Jonc arctique